# Fagus-Werk

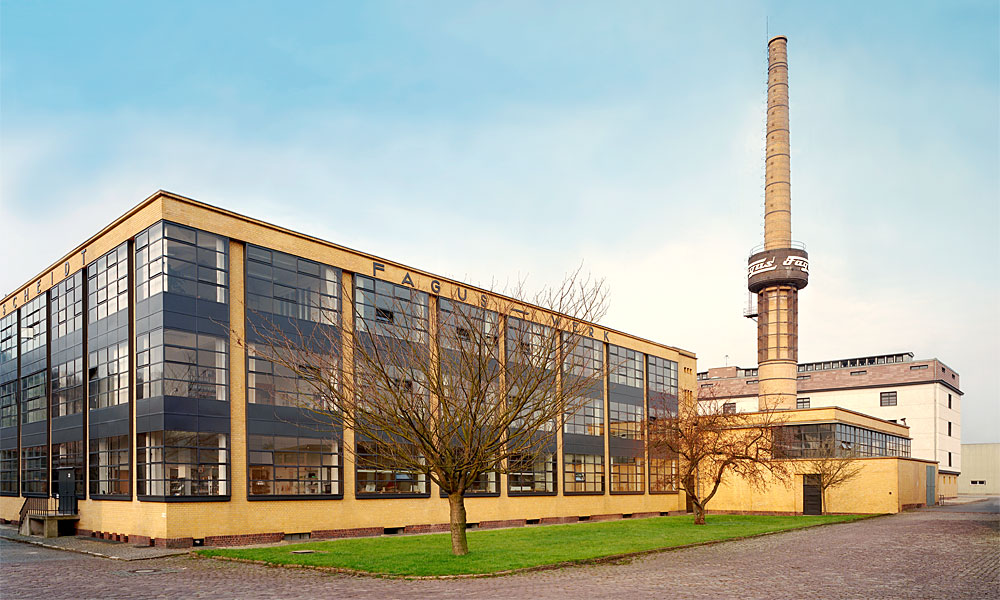
Fagus-Werk in Alfeld (Rückseite)

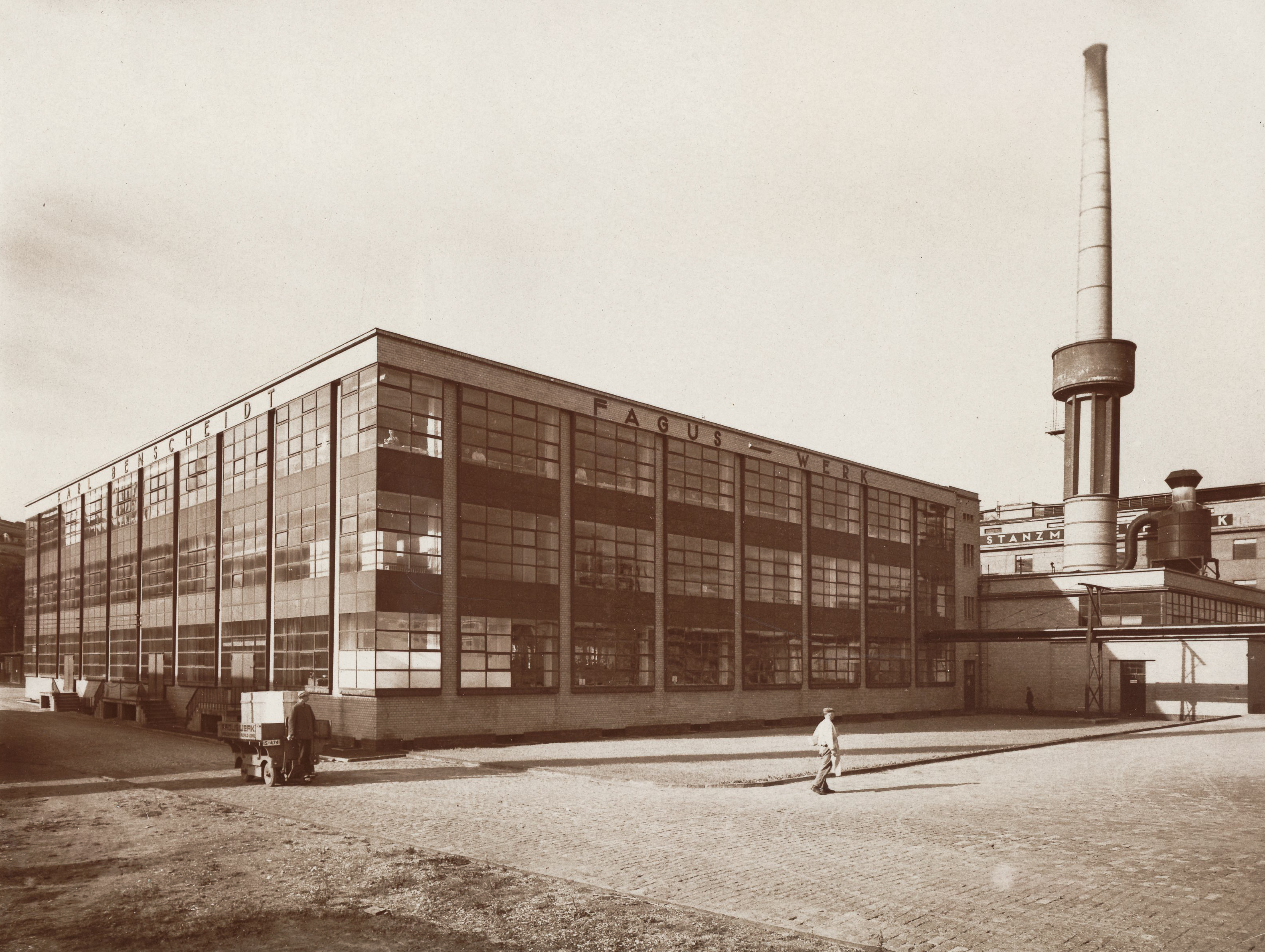
1911/1912: Gleiche Ansicht in einer Aufnahme von Edmund Lill

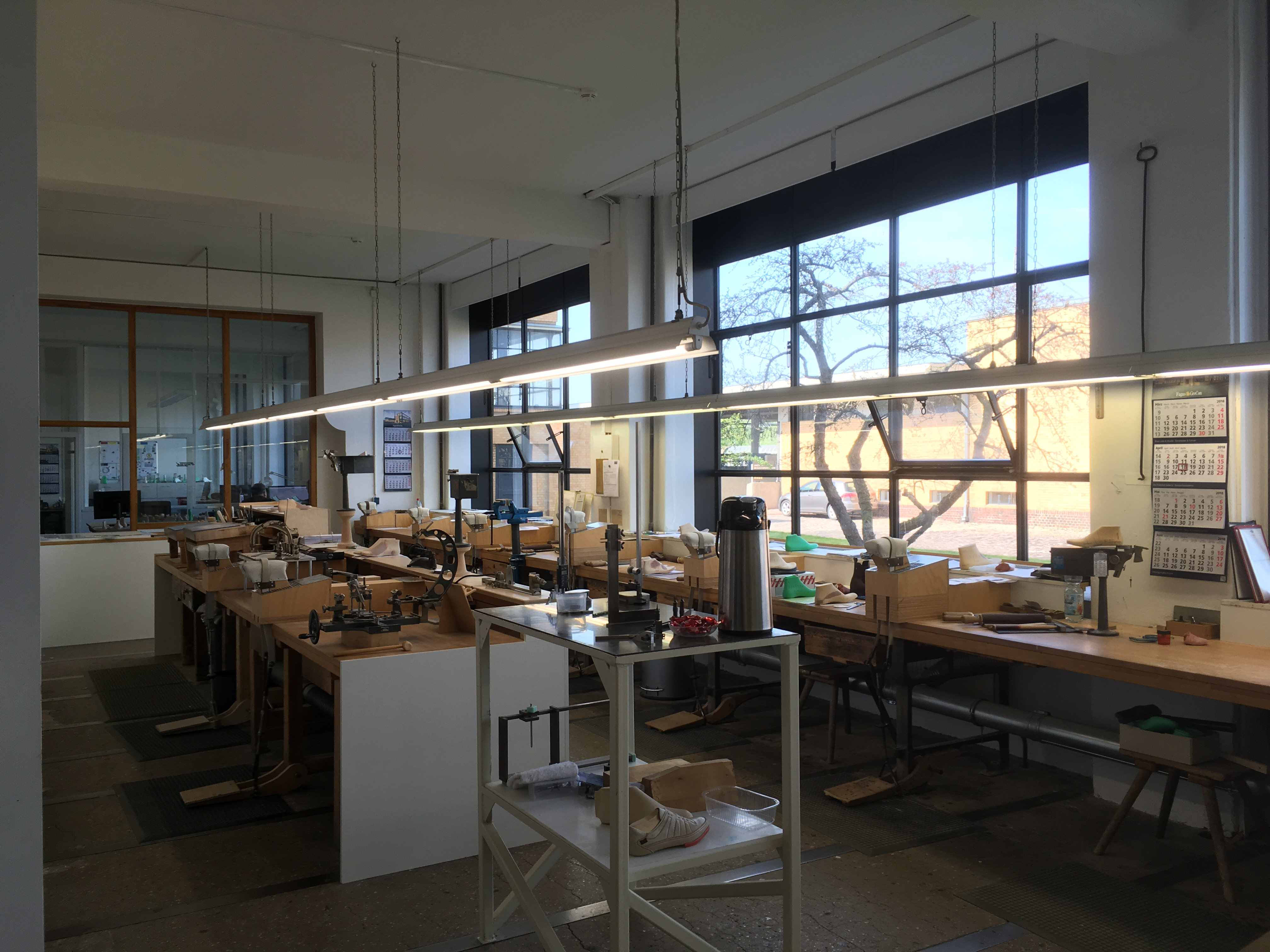
Leisten-Herstellung im Fagus-Werk (2018)

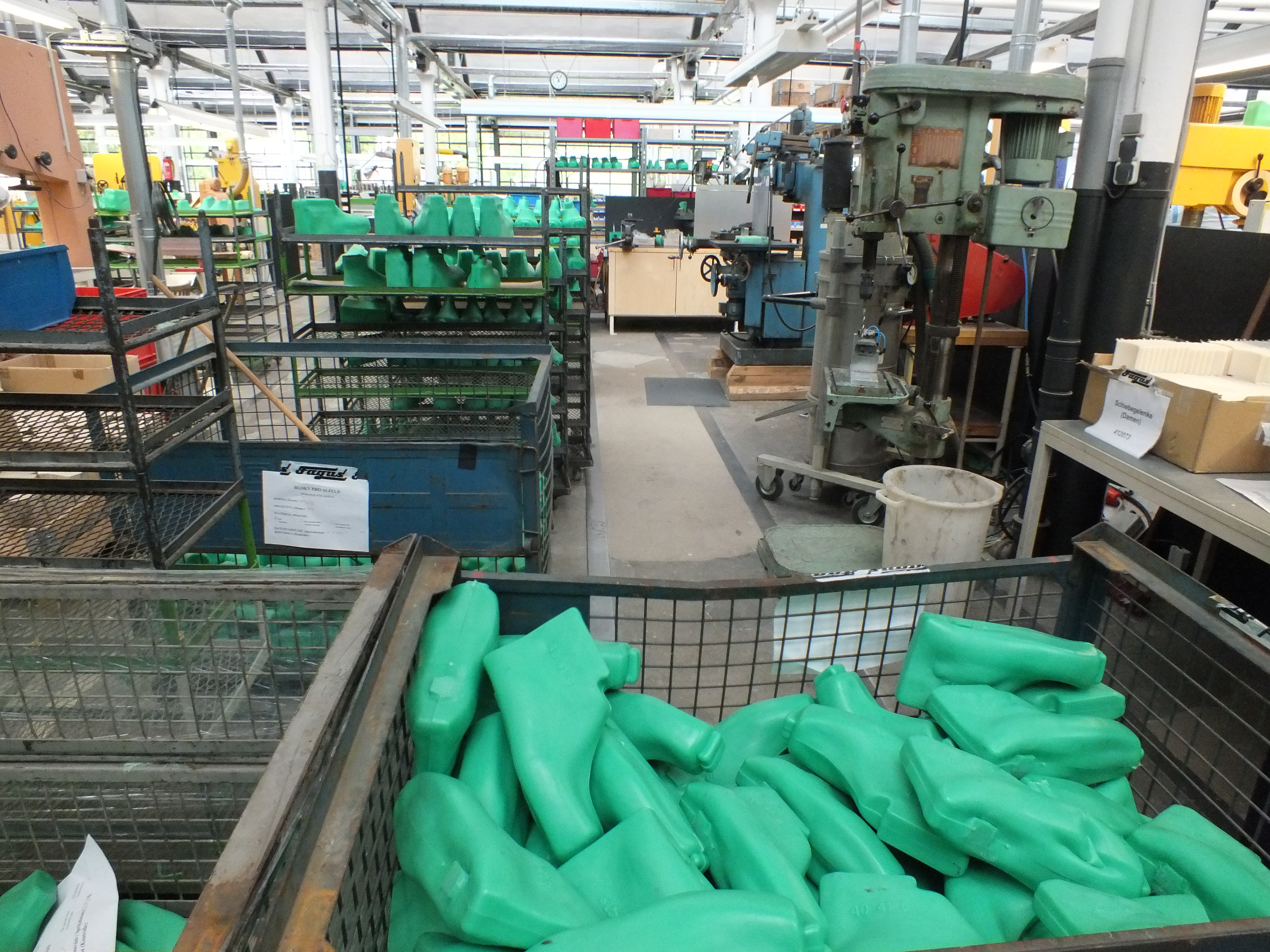
Leisten-Produktion im Fagus-Werk (2013)

Das Fagus-Werk ist eine Fabrikanlage in der südniedersächsischen Kleinstadt Alfeld an der Leine und Sitz der Firmen Fagus-GreCon und Weinig Grecon. Das Werk wurde 1911 von dem Architekten Walter Gropius und dessen Mitarbeiter Adolf Meyer entworfen und steht als eines der ersten Beispiele der architektonischen Moderne seit 1946 unter Denkmalschutz. Seit Juni 2011 gehört die gesamte Fabrikanlage zum UNESCO-Weltkulturerbe.

## Geschichte
Der Unternehmer Carl Benscheidt (1858–1947) erteilte Walter Gropius 1911 den Auftrag, für seine neue Schuhleistenfabrik ein Fabrikgebäude zu errichten, das modernen Gesichtspunkten entsprechen und direkt an der Eisenbahnlinie Hannover–Alfeld–Kassel/Bebra liegen sollte. Bei der Grundrissgestaltung konnte Gropius auf einen Vorentwurf des Architekten Eduard Werner zurückgreifen, um in der Fassadengestaltung völlig neue Wege zu gehen. Des Weiteren konnten Gropius und sein Mitarbeiter Meyer Erfahrungen verarbeiten, die bereits im 19. Jahrhundert im Gewächshaus-, Bahnhofs- und Weltausstellungsbau gewonnen wurden. Auch hat die Alfelder Fabrik einen unmittelbaren, aber lange Zeit verkannten Vorgänger in der von einem anonymen Urheber entworfenen Steiff-Fabrikhalle in Giengen an der Brenz (1903). Heute befindet sich in den Gebäuden der Fagus-Werke außer der Schuhleistenfertigung auch ein Schuhmuseum. Der Name Fagus ist lateinisch und bedeutet Buche. Buchenholz war der Rohstoff für die seit 1858 in Alfeld ansässige industrielle Schuhleistenherstellung.
Die Fabrikanlage ist seit 1946 eingetragenes Baudenkmal und wurde seit 1984 umfangreich restauriert. Seit 2006 befindet sich im ehemaligen Lagerhaus eine Fagus-Gropius-Ausstellung. Am 25. Juni 2011 wurde die Fabrikanlage als UNESCO-Weltkulturerbe ausgezeichnet.

## Architektur
Beim Fagus-Werk wurden bereits charakteristische Bau-Elemente verwendet, die später den internationalen Stil bestimmten. Besonders erwähnenswert sind Vorhangfassaden aus Glas, die klare kubische Form sowie die Gestaltung der Stahlträger. Die kreuzförmigen Pfeiler verändern sich nach oben hin und werden schlanker, dazwischen befindet sich die Glasschürze. Die Verglasung ist in einem Stahlrahmen gefasst, ursprünglich hatte Gropius die Fassade vor den Pfeilern geplant. Auf Deckenhöhe befinden sich Stahlverkleidungen statt der Glasscheiben, diese Blechschürze läuft an der Ecke bis um das Treppenhaus herum. Bisher wurden die Ecken eines Gebäudes immer sehr massiv ausgeführt und sollten einen festen Eindruck hinterlassen. Revolutionär an diesem Gebäude ist die „offene“ Ecke, die der Beginn der modernen Skelettbauweise war. Die Ecken des Gebäudes sind nicht einfach hervorkragende Betonbauten, sondern wurden durch eine Kreuzkonstruktion ausgesteift. Das Gebäude ist sehr schmal und sollte keinen monumentalen Eindruck hinterlassen, Leichtigkeit und Transparenz stehen in bewusstem Kontrast zum geschlossenen Stein-Ziegelbau. Gropius kümmerte sich zudem nicht nur um die Außengestaltung, sondern arbeitete viele Details und die Innenraumgestaltung aus. Zum Gebäudeensemble gehört neben den Hauptgebäuden, direkt an der Bahnstrecke Hannover-Göttingen gelegen, ein Haus für Gleiswaage und Rangierwinde am ehemaligen Gleisanschluss des Werkes von 1921/22, sowie ein Pförtnerhaus von 1924/25 mit Grundstücksmauer, das ein Provisorium aus der Zeit des Ersten Weltkriegs ablöste. Es war das letzte fertiggestellte Gebäude im Rahmen des Bauvorhabens.
Karl Benscheidt (1888–1975), Sohn des Firmengründers Carl Benscheidt, beauftragte 1928 den heute weltweit bekannten Fotografen Albert Renger-Patzsch (1897–1966), das Fagus-Werk zu fotografieren. Karl Benscheidt ließ ihm völlige Freiheit bei der Motivwahl. Es entstanden einige der berühmtesten Aufnahmen von Albert Renger-Patzsch. Drei Fotografien dieser Serie übernahm Carl Georg Heise, Buchautor und Herausgeber von „Die Welt ist schön“ (1928), in dieses Werk – darunter die „Schuhbügeleisen“, eine Inkunabel der neusachlichen Fotografie. Im April 1928 entstanden 50 bis 60, mit einem erneuten Auftrag im Jahre 1952 weitere 28 Aufnahmen. Die Negative des ersten Auftrags gingen im Zweiten Weltkrieg verloren, die des zweiten Auftrags und eine Serie von Fotografien werden im Albert-Renger-Patzsch-Archiv aufbewahrt. Eine größere Anzahl von Abzügen befindet sich im Bauhaus-Archiv in Berlin.

## Filme
- Fagus – Walter Gropius und die Fabrik der Moderne. Dokumentarfilm, Deutschland, 2011, 26 Min., Buch und Regie: Niels-Christian Bolbrinker und Kerstin Stutterheim, Produktion: NDR, arte, Erstsendung: 3. Juli 2011 bei arte, Inhaltsangabe von arte, (Memento vom 5. Juni 2015 im Webarchiv archive.today).
- Das Fagus-Werk in Alfeld. Deutschland am Anfang der Moderne. Dokumentarfilm, Deutschland, 2012, 14:50 Min., Buch und Regie: Andreas Christoph Schmidt, Produktion: SWR, Reihe: Schätze der Welt, Erstsendung: 16. November 2012 bei SWR Fernsehen, Filmtext und online-Video von SWR.